# Burgstall Peißenberg
Der Burgstall Peißenberg bezeichnet eine abgegangene Spornburg auf einem 707 m ü. NHN hohen Bergsporn am Südhang des Hohenpeißenberges an der Stelle der Kapelle St. Georg in Peißenberg im Landkreis Weilheim-Schongau in Bayern.

## Geschichte
Erste Erwähnungen einer Burganlage fanden 1050 als „castrum Bisinperc“, 1130 mit einem „Gebego von Peißenberg“ und 1255 als „castrum Pysenberg“ statt.
Im 12. Jahrhundert war die Burg Sitz einer welfischen Ministerialenfamilie und stand vermutlich im Zusammenhang mit der Gründung der Klöster Rottenbuch und Steingaden durch die Welfen. Dienstmannen auf der Burg waren die Herren von Peißenberg und die Marschalken von Schiltberg. 1286 kam die Burg an die Grafen von Seefeld (Toerring-Seefeld). Im 12. bis 13. Jahrhundert wurde die Burgkapelle St. Georg erbaut, die noch bedeutende Wand- und Deckenmalereien aus der Zeit um 1400 enthält. 1388 wurde die Burg im Zuge des Städtekrieges zusammen mit ihrer Nachbarburg „St. Jais“ (Jodok), im Peißenberger Ortsteil „Schlag“ auf herzoglichen Befehl zerstört, die Burgkapelle blieb erhalten.
Heute ist die Stelle als Bodendenkmal D-1-8232-0024 „Burgstall des hohen und späten Mittelalters (‚castrum Bisinperc‘) und untertägige mittelalterliche und frühneuzeitliche Befunde im Bereich der ehemaligen Burgkapelle St. Georg“ vom Bayerischen Landesamt für Denkmalpflege erfasst.

## Beschreibung

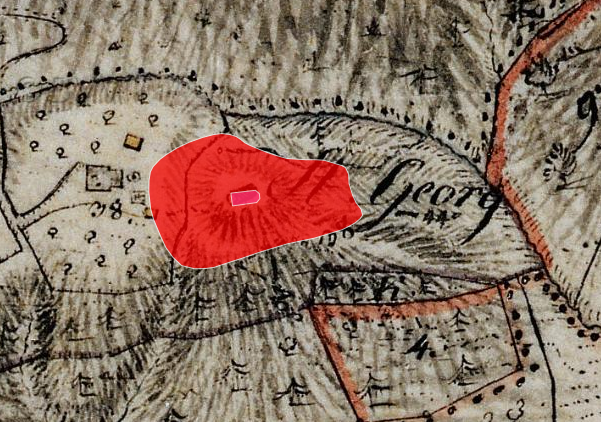
Lageplan von Burgstall Peißenberg und Kapelle St. Georg auf dem Urkataster von Bayern

Der gesamte viereckige Burgplatz ist 60 mal 25 Meter groß und verfügte über eine Kernburg auf einem länglichen in mehreren Stufen nach Osten abfallenden Burgplateau, das durch einen vier bis fünf Meter tiefen Halsgraben vom Burghof getrennt war. Südlich schützte die Burg eine dem Steilhang vorgelagerte zwingerähnliche Terrasse und im Norden ein tiefes Bachtal. Geringe Mauerreste der Burg finden sich noch im Langhaus der ehemaligen Burgkapelle.